# Brachycephalidae
Brachycephalidae is een familie van kikkers. De groep werd voor het eerst wetenschappelijk beschreven door Albert Carl Lewis Gotthilf Günther in 1858. Oorspronkelijk werd de wetenschappelijke naam Brachycephalina gebruikt.
Er is geen Nederlandse naam voor deze familie, waarvan de taxonomische indeling aan veel verandering onderhevig is geweest. Er zijn twee geslachten, die beide door soorten worden vertegenwoordigd die pas recentelijk wetenschappelijk zijn beschreven.
De Brachycephalidae leven in tropische regenwouden in Zuid-Amerika; in Brazilië en Argentinië. Enkele soorten uit het geslacht kortkopkikkers (Brachycephalus) zijn zeer giftig, omdat ze tetrodotoxine afscheiden, hetzelfde dodelijk verlammende gif dat de kogelvis zo gevaarlijk maakt. Sommige soorten worden nog geen centimeter lang en behoren tot de kleinste kikkers. De zadelpad (Brachycephalus ephippium) is een opvallende soort vanwege de knaloranje kleur.
Brachycephalidae zijn een verzameltaxon, er zijn twee geslachten maar de vertegenwoordigers van beide groepen lijken totaal niet op elkaar. De enige reden dat de twee geslachten in dezelfde familie zijn geplaatst zijn overeenkomsten in de weefsels. Ook zijn beide groepen ver ontwikkeld als het gaat om de voortplanting. Ze zette eieren af op het land, en niet in het water zoals vrijwel alle andere kikkers. Dit geeft ze een voorsprong op andere soorten die afhankelijk zijn van schoon oppervlaktewater voor de ontwikkeling van de larven. Ook de Brachycephalidae kennen een larvaal stadium, maar dit voltrekt zich volledig in het ei.
Er zijn 75 soorten in twee geslachten, regelmatig worden er nieuwe soorten beschreven zoals Brachycephalus sulfuratus uit 2016. De soorten uit het geslacht Brachycephalus blijven klein, zijn pad-achtig en hebben vaak felle gele en rode kleuren. De soorten uit het geslacht Ischnocnema zijn vaak minstens twee keer zo groot, zijn meer kikkerachtig en hebben vergrote tenen.

## Taxonomie
Familie Brachycephalidae
- Geslacht Brachycephalus Fitzinger, 1826 - Kortkopkikkers
- Geslacht Ischnocnema Reinhardt & Lütken, 1862

Allophrynidae · 
Alsodidae · 
Alytidae · 
Aromobatidae · 
Arthroleptidae · 
Myobatrachidae · 
Batrachylidae · 
Blaasoppies · 
Bombinatoridae · 
Boomkikkers · 
Brachycephalidae · 
Calyptocephalellidae · 
Ceratobatrachidae · 
Ceratophryidae · 
Conrauidae · 
Craugastoridae · 
Cycloramphidae · 
Dicroglossidae · 
Echte kikkers · 
Eleutherodactylidae · 
Fluitkikkers · 
Glaskikkers · 
Gouden kikkers · 
Graafkikkers · 
Hemiphractidae · 
Hylodidae · 
Knoflookpadden · 
Limnodynastidae · 
Megophryidae · 
Mexicaanse gravende padden · 
Micrixalidae · 
Microhylidae · 
Nasikabatrachidae · 
Nieuw-Zeelandse oerkikkers · 
Nyctibatrachidae · 
Odontobatrachidae · 
Odontophrynidae · 
Padden · 
Pelodytidae · 
Petropedetidae · 
Phrynobatrachidae · 
Pijlgifkikkers · 
Ptychadenidae · 
Pyxicephalidae · 
Ranixalidae · 
Rhinodermatidae · 
Rietkikkers · 
Scaphiopodidae · 
Schuimnestboomkikkers · 
Seychellenkikkers · 
Spookkikkers · 
Staartkikkers · 
Telmatobiidae · 
Tongloze kikkers